# Прислівник
Прислі́вник (лат. adverbium — «до дієслова», «при дієслові») — це незмінна самостійна частина мови, що виражає ознаку дії, стан предмета або ознаку якості і відповідає на питання як? де? звідки? наскільки? якою мірою?
Прислівник у реченні пов'язується з дієсловом, виконуючи роль обставини дії, наприклад: Синіла (де?) навкруги далечінь (Гончар); Дорога все глибше (як?) врізалась в ущелину, зверху (звідки?), зі скель, покапувало. (М. Олійник)
Може також пов'язуватися з прикметником або іншим прислівником, служачи для вираження ознаки якості до ролі обставини міри, ступеня: Ось зовсім (наскільки?) близько з води вихопилась гостра скеля. (Я. Баш) Коли моя білява донька виросте, я буду надто (якою мірою?) старий. (О. Досвітній)
Рідше прислівник входить у зв'язок з іменником, виконуючи роль неузгодженого означення: Карлос вибрав шлях (який?) направо, Гвідо вибрав шлях (який?) наліво. (Леся Українка) Менш типовою для частини прислівників є роль присудка в односкладному реченні: Тихо, пустельно, мов на краю світу. (О. Гончар)

## Історія
Прислівник як окремий клас слів (частина мови) почав формуватися ще в праслов'янський період. У давніх східнослов'янських діалектах утворювався майже від всіх частин мови, мав такі ж значеннєві розряди, як і в сучасності.
У процесі формування прислівників як частини мови відбувалися різні зміни: занепад редукованих, асиміляція, спрощення, лексикалізація колишніх словосполучень.
З погляду походження можна виділити такі групи прислівників:
- Відіменникові (завтра, зимою, літом, пішки, верхи);
- Відприкметникові (багато, много, мало, дуже);
- Відчислівникові (по-перше, по-друге, попервах);
- Віддієслівні (стійма, сидьма, ставма);
- Лексикалізовані словосполучення (сьогодні, увечері, уранці, удень, уночі, зараз).

## Розряди прислівників за значенням і роллю в реченні

### Означальні прислівники
Означальні прислівники виражають якісні ознаки дії або стану (швидко бігти, міцно спати) та спосіб вияву їх, міру або ступінь (піклуватися по-батьківськи, занадто вразлива натура, утричі більша вага).
Означальні прислівники поділяються на три групи: якісно-означальні, способу або образу дії, кількісно-означальні.

#### Якісно-означальні прислівники
Дають якісну характеристику дії або стану, відповідаючи на питання як? Вони творяться від основ якісних прикметників за допомогою суфіксів -о або -е, наприклад: гарно, розумно, вдало, гаряче, добре.
Якісно-означальні прислівники утворюють форми вищого і найвищого ступенів порівняння, наприклад:
- легко — легше — найлегше
- гірко — гіркіше — найгіркіше.

Вищий і найвищий ступені якісно-означальних прислівників творяться так само, як і ступені порівняння якісних прикметників.
- Вищий ступінь утворюється за допомогою суфіксів -ше або -іше (довго — довше, тепло — тепліше), а також суплетивно (гарно — краще, погано — гірше) або аналітичним способом (вдало — менш вдало, ясно — більш ясно).
- Найвищий ступінь твориться за допомогою частки най-, що додається до форми вищого ступеня, наприклад:
  - весело — веселіше, найвеселіше
  - дорого — дорожче, найдорожче.

#### Прислівники способу або образу дії
Вказують на спосіб дії і відповідають на питання яким способом? (гуртом, уплав, по-нашому, по-материнському).

#### Кількісно-означальні прислівники
Виражають ступінь інтенсивності дії або міру чи ступінь вияву якісної ознаки і відповідають на питання: скільки?, наскільки?, якою мірою?, як багато? (двічі, утричі, дуже, надзвичайно).

### Обставинні прислівники
Обставинні прислівники виражають різні обставини, за яких відбувається дія, тобто характеризують дію або процес за часовими, просторовими, причиновими відношеннями, рідше — за метою її виконання.
Обставинні прислівники поділяються на чотири групи: прислівники часу, прислівники місця, прислівники причини, прислівники мети.

#### Прислівники часу
Характеризують дію за часовими відношеннями і відповідають на питання: коли?, відколи?, як довго?, доки? (тепер, колись, віддавна, щороку, завжди, учора, понині, одвіку).

#### Прислівники місця
Означають місце дії або напрям руху предмета. Відповідають на питання: де?, куди?, звідки? (угорі, вниз, здалеку).

#### Прислівники причини
Виражають причину дії і відповідають на питання: чому?, через що?, з якої причини?

#### Прислівники мети
Виражають мету дії і відповідають на питання: для чого?, нащо?, з якою метою? (умисне, наперекір, напоказ)

### Безособово-предикативні прислівники
Безособово-предикативні прислівники (їх ще називають словами категорії стану) виражають:
1. стан природи (тихо, ясно, тепло, темно, холодно);
2. психічний або фізичний стан людини (легко, весело, радісно, сумно, душно);
3. зумовленість, необхідність, доцільність дії в оцінці людини (треба йти, необхідно виконати, потрібно сказати).

У ролі головного члена безособових речень вони виражають відношення до особи, яка зазначає певного стану, або вказують на загальний фізичний стан природи. Порівняйте: Дівчині весело (холодно, лячно, байдуже); Надворі весело (холодно, сухо).

### Займенникові прислівники
Можуть входити як до означального, так і до обставинного різновиду прислівників. Серед них відокремлюють:
1. питально-відносні: де, куди, як;
2. вказівні: так, там, тут, сюди, туди, тоді;
3. заперечні: ніде, нікуди, ніколи, ніяк;
4. неозначені: десь, кудись, колись.

### Модальні прислівники
Передають ставлення мовця до змісту висловлювання (мабуть, можливо, напевно, безперечно, по-перше й т.ін.).

## Речення з прислівниками, які пишуться разом або окремо
1. удень — у день (Я прокинувся від того, що в будинку було видно як удень. У день Святого Валентина закохані вітають одне одного.)
2. на зустріч — назустріч (Мої батьки цього вечора збиралися піти на зустріч випускників. Назустріч один одному рухалися два потяги.)

## Прислівники в інших мовах

### Англійська мова
В англійській мові прислівники (англ. adverb, скорочено adv.) поділяються на:
- прислівники місця;
- прислівники часу;
- прислівники ступеня;
- прислівники способу дії;
- інші.

Прислівники можуть характеризувати дієслово або дієслівну фразу, ознаку, інший прислівник, іменник (only the boss; quite a lovely place), займенники та цілі речення.

### Змінні прислівники
У більшості мов прислівник вважається незмінною частиною мови. Відомі принаймні дві мови, в яких прислівники здатні мати узгоджувальні суфікси: аварська та маорі.